# Pavle Popović
Pavle Popović (srbsko Павле Поповић), srbski književnik, politik, akademik in pedagog, * 4. april 1868, Beograd, † 4. junij 1939, Beograd.
Popović je bil rektor Univerze v Beogradu med letoma 1924 in 1928.